# Довжан, Аленка
Аленка Довжан (словен. Alenka Dovžan, род. 11 февраля 1976 года, Пиран) — словенская горнолыжница, призёр Олимпийских игр, победительница этапа Кубка мира. Универсал, успешно выступала во всех дисциплинах горнолыжного спорта.
В Кубке мира Довжан дебютировала 28 ноября 1993 года, а уже через полтора месяца одержала свою единственную в карьере победу на этапе Кубка мира, в супергиганте. Кроме этого имеет на своём счету 12 попаданий в десятку лучших на этапах Кубка мира. Лучшим достижением в общем зачёте Кубка мира, является для Довжан 13-е место в сезоне 1993/94.
На Олимпийских играх 1994 года в Лиллехаммере завоевала бронзовую медаль в комбинации. Кроме этого принимала участие во всех остальных дисциплинах горнолыжной программы Олимпиады, в скоростном спуске была 16-й, а в супергиганте, гигантском слаломе и слаломе сошла с дистанции.
На Олимпийских играх 1998 года в Нагано заняла 16-е место в слаломе и 17-е место в гигантском слаломе.
На Олимпийских играх 2002 года в Солт-Лейк-Сити была 17-й в слаломе и сошла в первой попытке в гигантском слаломе.
За свою карьеру участвовала в четырёх чемпионатах мира, лучший результат 12-е место в слаломе на чемпионате мира 1999 года.
Использовала лыжи производства фирмы Rossignol. Завершила спортивную карьеру в 2003 году. В дальнейшем владела рестораном в Есенице.

## Победы на этапах Кубка мира (1)
| № | Сезон   | Дата           | Место             | Дисциплина  |
| - | ------- | -------------- | ----------------- | ----------- |
| 1 | 1993/94 | 17 января 1994 | Кортина-д’Ампеццо | Супергигант |